# Prequelle
Prequelle (в переводе с лат. — «Приквел») — четвертый студийный альбом шведской группы Ghost, выпущен 1 июня 2018 года.

## Список композиций
| №                   | Название                         | Длительность |
| ------------------- | -------------------------------- | ------------ |
| 1.                  | «Ashes» (intro)                  | 1:21         |
| 2.                  | «Rats»                           | 4:21         |
| 3.                  | «Faith»                          | 4:29         |
| 4.                  | «See the Light»                  | 4:05         |
| 5.                  | «Miasma» (Instrumental)          | 5:17         |
| 6.                  | «Dance Macabre»                  | 3:39         |
| 7.                  | «Pro Memoria»                    | 5:39         |
| 8.                  | «Witch Image»                    | 3:30         |
| 9.                  | «Helvetesfönster» (Instrumental) | 5:55         |
| 10.                 | «Life Eternal»                   | 3:27         |
| Общая длительность: | Общая длительность:              | 41:43        |

| №  | Название                           | Длительность |
| -- | ---------------------------------- | ------------ |
| 1. | «It's a Sin» (Pet Shop Boys cover) |              |
| 2. | «Avalanche» (Leonard Cohen cover)  |              |

## Участники записи
Ghost
- Cardinal Copia — вокал
- Nameless Ghouls — инструменты (ударные, бас-гитара, ритм-гитара, соло-гитара, клавишные)
- Papa Nihil, также известен как Papa Emeritus Zero — саксофон в «Miasma»

Технический персонал
- Tom Dalgety — продюсер
- Andy Wallace — микширование